# Football Féminin Nîmes Métropole Gard 2015-2016
Questa voce raccoglie le informazioni riguardanti la squadra femminile dell'Football Féminin Nîmes Métropole Gard nelle competizioni ufficiali della stagione 2015-2016.

## Stagione
La stagione del club neopromosso in Division 1 Féminine si apre con l'annuncio dell'iscrizione con la nuova denominazione, da FF Redessan Nîmes Métropole a Nîmes Métropole Gard, con relativo spostamento della sede da Redessan a Nîmes, e la riconferma sulla panchina dell'allenatore, Gilles Agniel, che la precedente stagione l'aveva portata a conquistare il 1º posto nel gruppo C della Division 2. Al fine di avere migliori prospettive in un campionato impegnativo come quello che si apprestavano a disputare, il club, interamente femminile dal 2002 quando si scisse dal FC Jonquierois, ha avviato una collaborazione con il Nîmes Olympique che prevedeva l'utilizzo delle strutture del club professionistico maschile e adottando inoltre i colori sociali e la classica colorazione della tenuta, abbandonando il blu per il rosso e integrando nella grafica il coccodrillo, il suo tradizionale emblema.

## Divise e sponsor
Lo sponsor tecnico, fornitore delle tenute da gioco, era Erreà.
| Casa | Trasferta |

## Organigramma societario
Area tecnica'
- Allenatore: Gilles Agniel
- Vice allenatore: Emmanuel Gros
- Preparatore dei portieri:
- Preparatore atletico: Gabrielle Taves
- Chiropratico: Alain Ratat

## Rosa
Rosa, ruoli e numeri di maglia.
| N. |                    | Ruolo | Calciatrice           |
| -- | ------------------ | ----- | --------------------- |
| 1  | Francia (bandiera) | P     | Noémie Cuberes        |
| 4  | Francia (bandiera) | D     | Élodie Lizzano        |
| 5  | Francia (bandiera) | D     | Ema Faure             |
| 7  | Francia (bandiera) | C     | Maëli Roux (capitano) |
| 8  | Algeria (bandiera) | A     | Samira Tebbi          |
| 9  | Francia (bandiera) | A     | Élodie Ramos          |
| 10 | Francia (bandiera) | C     | Zohra Ayachi          |
| 11 | Francia (bandiera) | D     | Ludivine Diguelman    |
| 13 | Algeria (bandiera) | C     | Nora Hamou Maamar     |
| 14 | Francia (bandiera) | A     | Julie Parasme         |
| 15 | Francia (bandiera) | C     | Laurie Saulnier       |

| N. |                           | Ruolo | Calciatrice         |
| -- | ------------------------- | ----- | ------------------- |
| 16 | Francia (bandiera)        | P     | Delphine Saez       |
| 17 | Francia (bandiera)        | A     | Sabrina Oumeur      |
| 18 | Francia (bandiera)        | C     | Marine Pervier      |
| 19 | Costa d'Avorio (bandiera) | C     | Oura Agnès Kouamé   |
| 21 | Francia (bandiera)        | C     | Léa Mazzula Cundari |
| 22 | Francia (bandiera)        | D     | Marie Mahistre      |
| 23 | Francia (bandiera)        | D     | Gaëlle Gayton       |
| 26 | Francia (bandiera)        | D     | Audrey Gaillardet   |
| 27 | Francia (bandiera)        | D     | Tiffanie Aparisi    |
| 29 | Francia (bandiera)        | C     | Clara Jabelot       |
|    | Francia (bandiera)        | C     | Léa Rubio           |

## Calciomercato

### Sessione estiva
| Acquisti | Acquisti | Acquisti | Acquisti |
| R.       | Nome     | da       | Modalità |
| -------- | -------- | -------- | -------- |
|          |          |          |          |

| Cessioni | Cessioni | Cessioni | Cessioni |
| R.       | Nome     | a        | Modalità |
| -------- | -------- | -------- | -------- |
|          |          |          |          |

## Risultati

### Division 1

#### Girone di andata
| Arbitro: | Bartnik |

|  |           |                                                                        |
|  | Marcatori | 10’, 31’, 50’ Gauvin 15’ Jakobsson 58’ Andressa Alves 90’, 90+4’ Léger |

| Arbitro: | Guillemin |

|                                                                                |           |  |
| Henry 6’, 55’ Le Sommer 39’, 65’ Hegerberg 51’, 81’ Renard 75’, 85’ Thomis 80’ | Marcatori |  |

| Arbitro: | Lasalle |

|                                         |           |                     |
| Ngo Ndoumbouk 17’, 83’ (rig.) Lenot 72’ | Marcatori | 59’ Pervier-Arragon |

| Arbitro: | Bartnik |

|  |           |                                |
|  | Marcatori | 72’ Plaza 90+1’ (aut.) Lizzano |

| Arbitro: | Dallongeville |

|                                                                                 |           |  |
| Cristiane 9’, 62’, 64’ Katoto 14’, 60’ Mittag 49’ Mahistre 52’ (aut.) Delie 83’ | Marcatori |  |

| Arbitro: | Buffart |

|            |           |                         |
| Oumeur 76’ | Marcatori | 73’ Lavaud 90’ Clémaron |

| Arbitro: | Lasalle |

|                                        |           |            |
| Pasquereau 12’ Fragoli 52’ Matéo 90+2’ | Marcatori | 53’ Oumeur |

| Arbitro: | Guillemin |

|           |           |  |
| Ramos 35’ | Marcatori |  |

| Arbitro: | Burban |

|                                                    |           |  |
| Traïkia 13’, 72’ Catala 37’ Coleman 44’ Coquet 65’ | Marcatori |  |

| Arbitro: | Maubacq |

|                      |           |                                                  |
| Ramos 60’ Oumeur 81’ | Marcatori | 10’ De Sousa 48’ Alard 80’ Lemaître 90+1’ Austry |

| Soyaux 6 dicembre 2015, ore 14:30 CET 11ª giornata | Soyaux     | 0 – 0 referto | Nîmes | Stadio Léo Lagrange (401 spett.)\| Arbitro: \| Vanstaevel \| |
| Arbitro:                                           | Vanstaevel |               |       |                                                              |

#### Girone di ritorno
| Arbitro: | Mougeot |

|             |           |  |
| Tonazzi 81’ | Marcatori |  |

| Arbitro: | Labadot-Cadinot |

|  |           |                                                                                             |
|  | Marcatori | 7’, 77’ Hegerberg 9’ Majri 15’, 16’, 24’, 28’ Schelin 26’ Renard 47’ Abily 71’ D. Cascarino |

| Arbitro: | Mougeot |

|                                    |           |                         |
| Oumeur 40’ Diguelman 57’ Ramos 82’ | Marcatori | 62’ Boumrar 80’ Salomon |

| Arbitro: | Bonnin |

|                |           |  |
| Oparanozie 64’ | Marcatori |  |

| Arbitro: | Labadot-Cadinot |

|  |           |                                                   |
|  | Marcatori | 17’ Cristiane 54’, 56’ Delie 63’ Érika 71’ Rosana |

| Arbitro: | Buffart |

|                           |           |                        |
| Morel 52’ Chaumette 90+2’ | Marcatori | 36’ Ramos 45’ Saulnier |

| Arbitro: | Guillemin |

|                       |           |                                           |
| Ramos 8’ Saulnier 48’ | Marcatori | 13’, 72’ (rig.) Liaigre 40’, 81’ Guillard |

| Arbitro: | Bartnik |

|                         |           |           |
| Cazeau 43’ Martinez 45’ | Marcatori | 44’ Ramos |

| Arbitro: | Mougeot |

|  |           |                                 |
|  | Marcatori | 5’ Diani 16’ Coleman 84’ Thiney |

| Arbitro: | Vanstaevel |

|                                  |           |              |
| De Sousa 32’, 55’ De Revière 37’ | Marcatori | 11’ Saulnier |

| Arbitro: | Bartnik |

|                         |           |                                 |
| Oumeur 59’ Saulnier 75’ | Marcatori | 3’ Thibaud 82’ (rig.) Bourgouin |

### Coppa di Francia
| 10 gennaio 2016, ore --:-- CET 2º turno federale                                         | Nîmes                | 1 – 1 (d.t.s.) referto | Olympique Marsiglia |  |
| \| \| \| \| \| Oumeur 61’ \| Marcatori \| 11’ Caputo \| \| \| Tiri di rigore 4 – 3 \| \| |                      |                        |                     |  |
|                                                                                          |                      |                        |                     |  |
| Oumeur 61’                                                                               | Marcatori            | 11’ Caputo             |                     |  |
|                                                                                          | Tiri di rigore 4 – 3 |                        |                     |  |

| Arbitro: | Bourquin |

|  |           |                                    |
|  | Marcatori | 47’, 90’ Tebbi 80’ Pervier-Arragon |

| Arbitro: | Maubacq |

|  |           |                  |
|  | Marcatori | 13’, 71’ Saunier |

## Statistiche

### Statistiche di squadra
| Competizione     | Punti | In casa | In casa | In casa | In casa | In casa | In casa | In trasferta | In trasferta | In trasferta | In trasferta | In trasferta | In trasferta | Totale | Totale | Totale | Totale | Totale | Totale | DR  |
| Competizione     | Punti | G       | V       | N       | P       | Gf      | Gs      | G            | V            | N            | P            | Gf           | Gs           | G      | V      | N      | P      | Gf     | Gs     | DR  |
| ---------------- | ----- | ------- | ------- | ------- | ------- | ------- | ------- | ------------ | ------------ | ------------ | ------------ | ------------ | ------------ | ------ | ------ | ------ | ------ | ------ | ------ | --- |
| Division 1       | 29    | 11      | 1       | 2       | 8       | 11      | 42      | 11           | 0            | 2            | 9            | 6            | 37           | 22     | 1      | 4      | 17     | 17     | 79     | -62 |
| Coppa di Francia | -     | 2       | 0       | 1       | 1       | 1       | 3       | 1            | 1            | 0            | 0            | 3            | 0            | 3      | 1      | 1      | 1      | 4      | 3      | +1  |
| Totale           | -     | 13      | 1       | 3       | 9       | 12      | 45      | 12           | 1            | 2            | 9            | 9            | 37           | 25     | 2      | 5      | 18     | 21     | 82     | -61 |

### Andamento in campionato
| Giornata  | 1  | 2  | 3  | 4  | 5  | 6  | 7  | 8  | 9  | 10 | 11 | 12 | 13 | 14 | 15 | 16 | 17 | 18 | 19 | 20 | 21 | 22 |
| --------- | -- | -- | -- | -- | -- | -- | -- | -- | -- | -- | -- | -- | -- | -- | -- | -- | -- | -- | -- | -- | -- | -- |
| Luogo     | C  | T  | T  | C  | T  | C  | T  | C  | T  | C  | T  | T  | C  | C  | T  | C  | T  | C  | T  | C  | T  | C  |
| Risultato | P  | P  | P  | P  | P  | P  | P  | N  | P  | P  | N  | P  | P  | V  | P  | P  | N  | P  | P  | P  | P  | N  |
| Posizione | 11 | 12 | 12 | 12 | 12 | 12 | 12 | 12 | 12 | 12 | 12 | 12 | 12 | 12 | 12 | 12 | 11 | 11 | 11 | 12 | 12 | 12 |

Legenda:

Luogo: C = Casa; T = Trasferta. Risultato: V = Vittoria; N = Pareggio; P = Sconfitta.

### Statistiche delle giocatrici
| Giocatore | Division 1 | Division 1 | Division 1  | Division 1 | Coppa di Francia | Coppa di Francia | Coppa di Francia | Coppa di Francia | Totale   | Totale | Totale      | Totale     |
| Giocatore | Presenze   | Reti       | Ammonizioni | Espulsioni | Presenze         | Reti             | Ammonizioni      | Espulsioni       | Presenze | Reti   | Ammonizioni | Espulsioni |
| --------- | ---------- | ---------- | ----------- | ---------- | ---------------- | ---------------- | ---------------- | ---------------- | -------- | ------ | ----------- | ---------- |